# Ärtsmyg
Ärtsmyg (Bruchus pisorum) är en skalbaggsart som först beskrevs av Carl von Linné 1758.  Ärtsmyg ingår i släktet Bruchus och familjen bladbaggar. Arten är reproducerande i Sverige. Inga underarter finns listade i Catalogue of Life.

## Bildgalleri

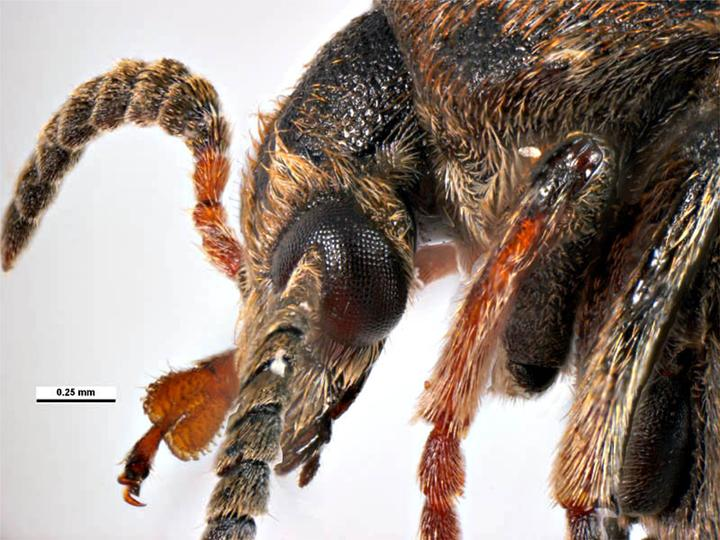
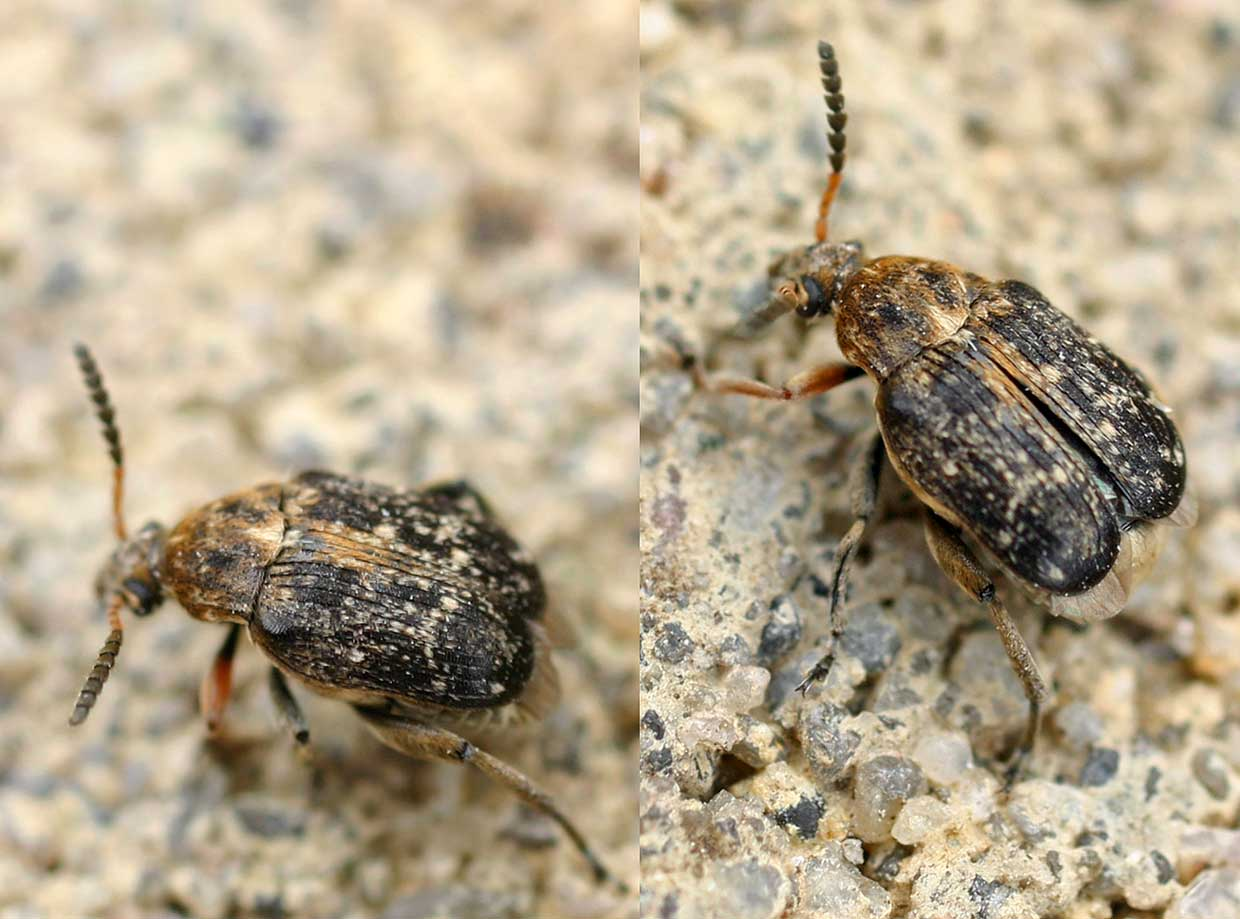